# Хорватский демократический союз Славонии и Бараньи
Хорватский демократический союз Славонии и Бараньи, ХДССБ (хорв. Hrvatski demokratski savez Slavonije i Baranje, HDSSB) — правая политическая партия в хорватских областях Славония и Баранья. Официальные цвета партии — красный и золотой.
Официально основана 6 мая 2006 г., но берёт своё начало годом раньше, когда группа местных политиков из Хорватского демократического союза во главе с Бранимиром Главашем начала политическую организацию с очень похожим названием — Хорватская демократическая ассамблея Славонии и Бараньи (хорв. Hrvatski demokratski sabor Slavonije i Baranje) накануне местных выборов в мае 2005 г. Заявленная цель новой группировки — региональная реорганизация Хорватии с целью улучшения обстановки в Славонии, которую — по мнению Главаша и его сторонников — центральное правительство в Загребе запустило.
Центральное руководство ХДС под руководством Иво Санадера осудило эту платформу и исключило Главаша из партии. Однако большинство местных организаций ХДС последовали за Главашем и его независимым избирательным списком, который завоевал относительное большинство в совете жупании (хорв. županijska skupština) Осьечко-Бараньска и городском совете (хорв. gradsko vijeće) Осиека. Эта группа беспартийных 6 мая 2006 стала Хорватским демократическим альянсом Славонии и Бараньи. В 2008 году в его состав влилась Славонско-Баранская хорватская партия, созданная еще в начале 1990-х, бывшая союзница Социал-демократической партии Хорватии.
На хорватских парламентских выборах 2007 партия получила 44 552 голоса, или 1,8 % избирателей, и получила 3 места в хорватском парламенте. На следующих выборах в 2011 г. ХДССБ улучшила свои позиции в хорватском парламенте, получив 6 мест.